# Aristida echinulata
Aristida echinulata är en gräsart som beskrevs av Bernardo Rosengurtt och Primavera Izaguirre de Artucio. Aristida echinulata ingår i släktet Aristida och familjen gräs. Inga underarter finns listade i Catalogue of Life.